# Ерсубайкино
Ерсубайкино (чув. Ерĕспел) — село в Альметьевском районе Республики Татарстан. Входит в Ерсубайкинское сельское поселение.

## География
Располагается на реке Ерсубайкино, правом притоке реки Багряжка, в 35 км к западу от Альметьевска (48 км по автодорогам).

## История
Существуют источники[какие?], в которых имеются данные об образовании села Ерсубайкино в XVII веке. Несмотря на это в Татарской энциклопедии сказано, что населённый пункт образован в 1745 году. По некоторым источникам[каким?] известно, что церковь в селе имела название Казанской иконы Божьей матери, так как была основана 4 ноября в день праздника Казанской иконы Божьей матери.
До образования Татарской АССР село Ерсубайкино входило в состав Ерсубайкинской волости Мензелинского уезда в составе Уфимской губернии.

## Инфраструктура
Для выработки электроэнергии, которой освещается центральная улица, в селе используется газопоршневая станция.

## Образование
В Ерсубайкино имеется основная общеобразовательная школа, рассчитанная на 120 учащихся.

## Медицина
В центре села располагается Фельдшерско-акушерский пункт (ФАП). Летом 2014 года после проведённого капитального ремонта открылся обновлённый ФАП, предназначенный для обслуживания более 450 человек.

## Религиозные сооружения
В 2009 году жители Ерсубайкино объявили сбор денежных средств на восстановление утраченного в советское время деревянного храма. В том же году был заложен фундамент. На 2014 год строительство здания храма из кирпича было организовано силами ерсубайкинцев.